# Idan Yaniv
Idan Yaniv (en hébreu : עידן יניב), né le 18 octobre 1986 à Tel Aviv-Jaffa de parents juifs de Boukhara, est un chanteur israélien.

## Discographie
| Titre        | Hébreu    | Traduction en anglais | Année |
| ------------ | --------- | --------------------- | ----- |
| Hoshev Aleha | חושב עליה | Thinking about Her    | 2006  |
| Haki Li      | חכי לי    | Wait for Me           | 2007  |
| Al HaRehava  | על הרחבה  | On The Plaza          | 2009  |